# Psí hřiště

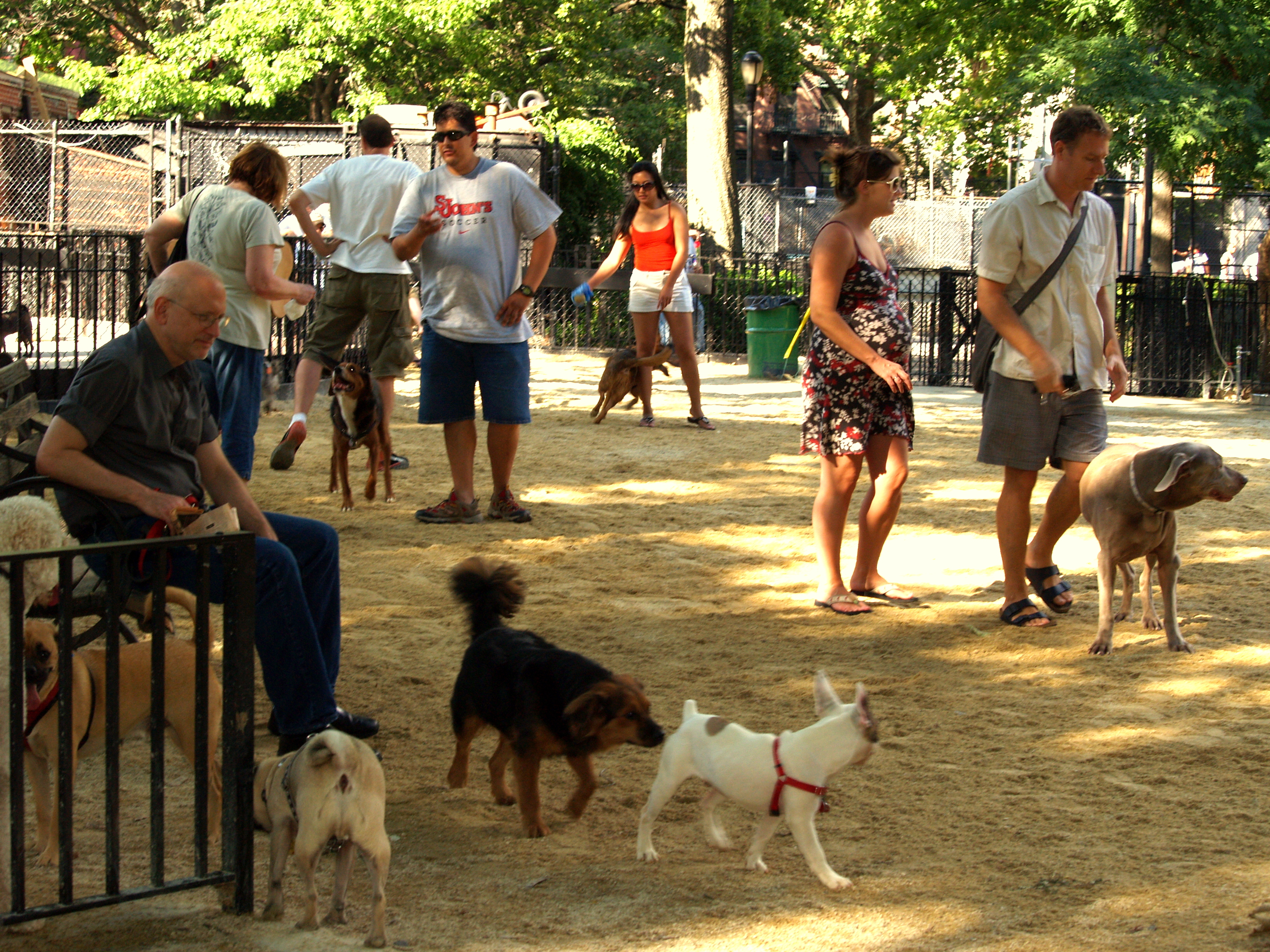
Psí hřiště Tompkins Square Park v New Yorku

Psí hřiště, někdy nazývané také psí park, je vymezený prostor určený pro psy k venčení, hraní bez vodítka a jen okrajově k výcviku. Bývá jedním z vstřícných kroků světových měst vůči pejskařům na jedné straně a kritikům psích exkrementů na ulicích na straně druhé. Nejedná se přitom o prostory určené primárně k výcviku (psí cvičiště).

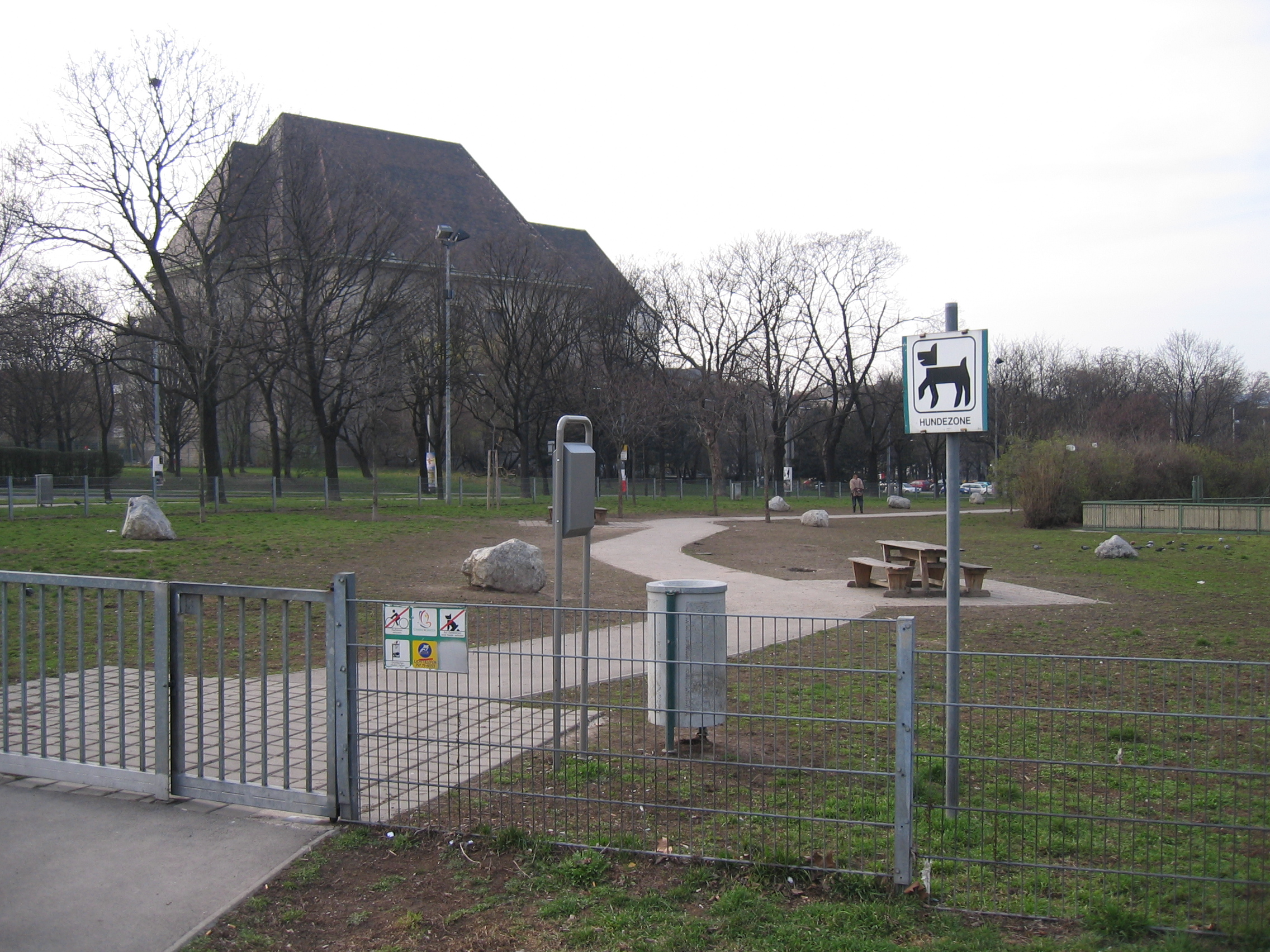
Psí hřiště v Margaretengürtel ve Vídni

## Parametry psího hřiště
Typické psí hřiště se vyznačuje nízkým plůtkem, dvojitým vchodem a východem, lavičkami pro majitele psů, zajištěným stínem pro horké dny (stromy), pítkem pro psy, stojany a nářadím na psí exkrementy, parkováním poblíž, adekvátní drenáží, různými prolézačkami a také pravidelnou údržbou a čištěním pozemku. Povrch může být výměnný (písek) či pevný (tráva atp). Hřiště může být různě veliké, od drobných vymezených čtverců po rozsáhlé prostory s krajinářskou úpravou.
Některá psí hřiště taky vynikají vodní nádrží pro psy, odděleným výběhem pro malé rasy a přístupem pro vozíčkáře.
V prostorách mimo hřiště (parcích atp.) může být zakázáno volné pobíhání psů. Zvláště menší hřiště jsou často vítaným místem majitelů psů k setkávání.

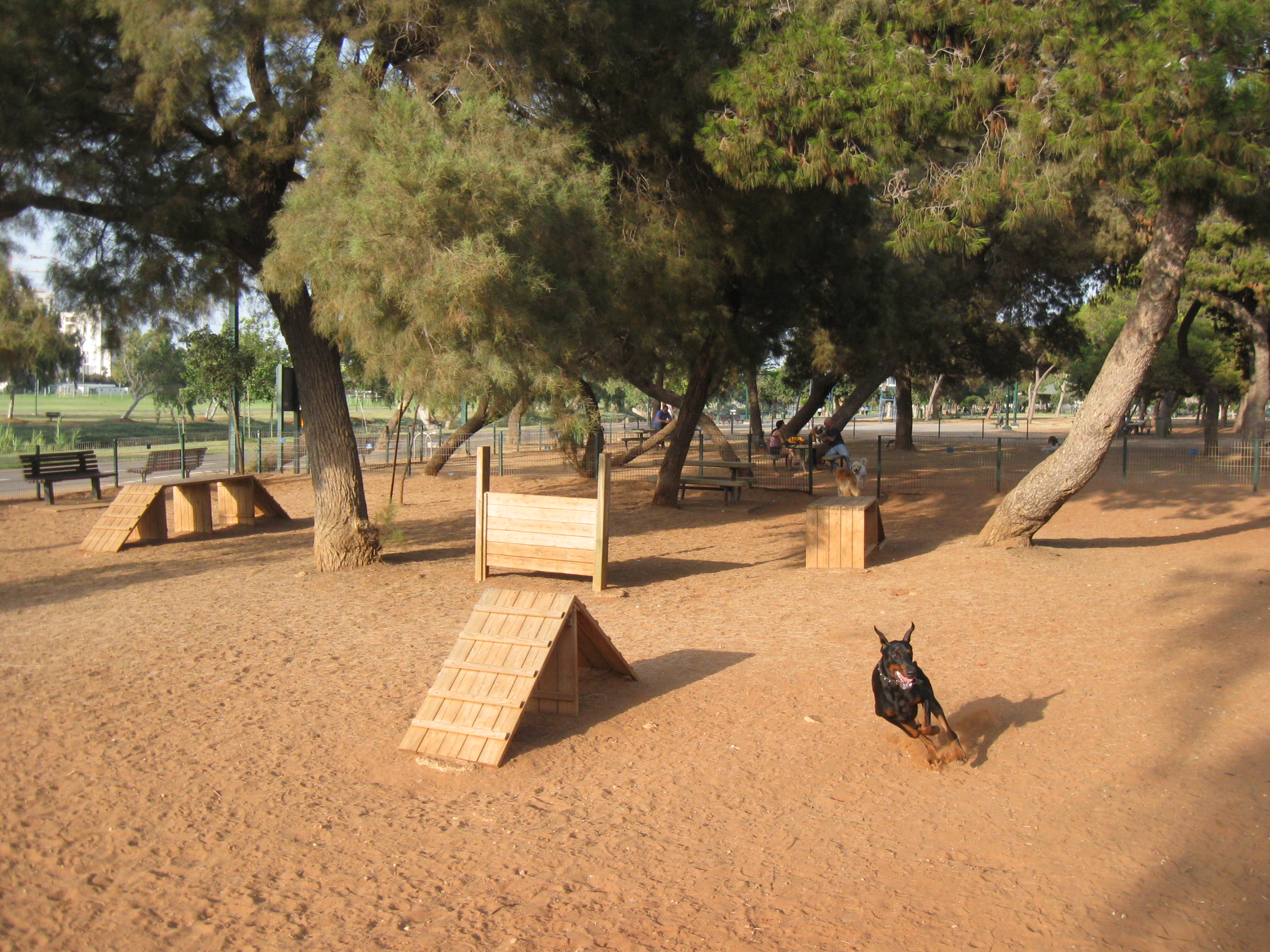
Psí hřiště v Izraeli

## Psí hřiště v Česku
Zakládání psích hřišť v Česku je teprve v počátcích. Zatímco první specializované psí hřiště v USA bylo otevřeno již v roce 1979 v kalifornském Berkeley, v České republice patří mezi první psí hřiště na Proseku z roku 2010,  a dále hřiště v Praze 10 (Strašnice/Malešice) z roku 2011. 